# Warlucephala reversa
Warlucephala reversa är en insektsart som beskrevs av Fletcher 2006. Warlucephala reversa ingår i släktet Warlucephala och familjen dvärgstritar. Inga underarter finns listade i Catalogue of Life.